# Gare de Varanasi-Junction
La gare de Varanasi-Junction, dénommée communément gare de Varanasi-Cantt, est une gare ferroviaire indienne, centre d'un nœud ferroviaire majeur de l'État indien de l'Uttar Pradesh. Elle est située à Varanasi (Bénarès). 
C'est l'une des gares ferroviaires les plus fréquentées de l'Inde et c'est la plus importante de l'Uttar Pradesh.

## Service des voyageurs

### Desserte
De nombreux trains desservent la gare, notamment sur les relations : Varanasi→Jaunpur→Sultanpur→Lucknow
Varanasi→Bhadohi→Partapgarh→Lucknow
Varanasi→Faizabad→Barabanki→Lucknow
Varanasi→Manduadih→Allahabad
Varanasi→Bhadohi→Allahabad
Varanasi→ Mirzapur→ Allahabad
Varanasi→Chunar→Cheoki→Satna
Varanasi→Mughalsarai→Patna→Howrah/Guwahati
Varanasi→Mughalsarai→Gaya→Howrah
Varanasi→Mau→Gorakhpur
Varanasi→Ghazipur→Ballia→Chhapra.

## Galerie de photographies

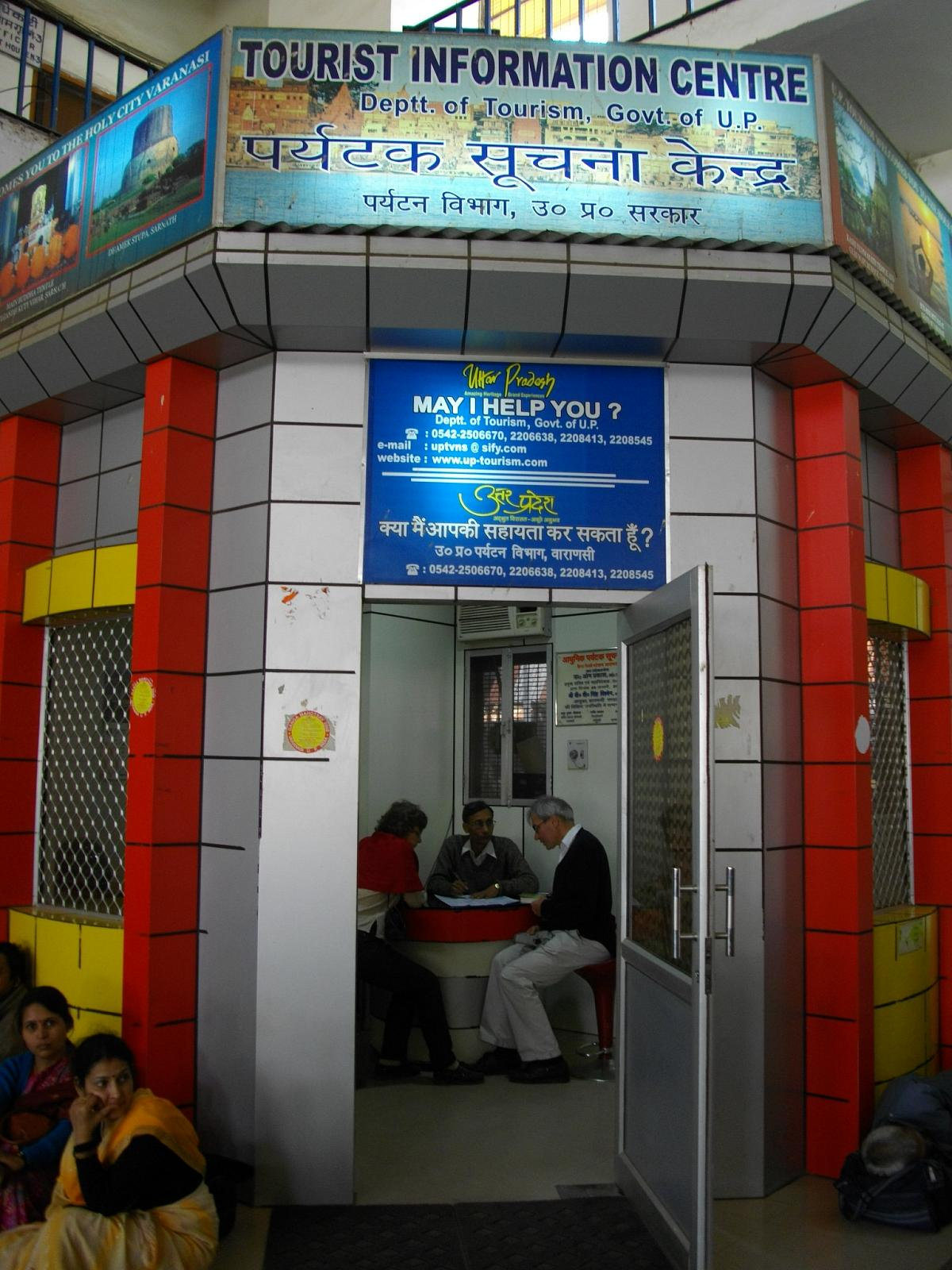
Bureau d'information en 2008.
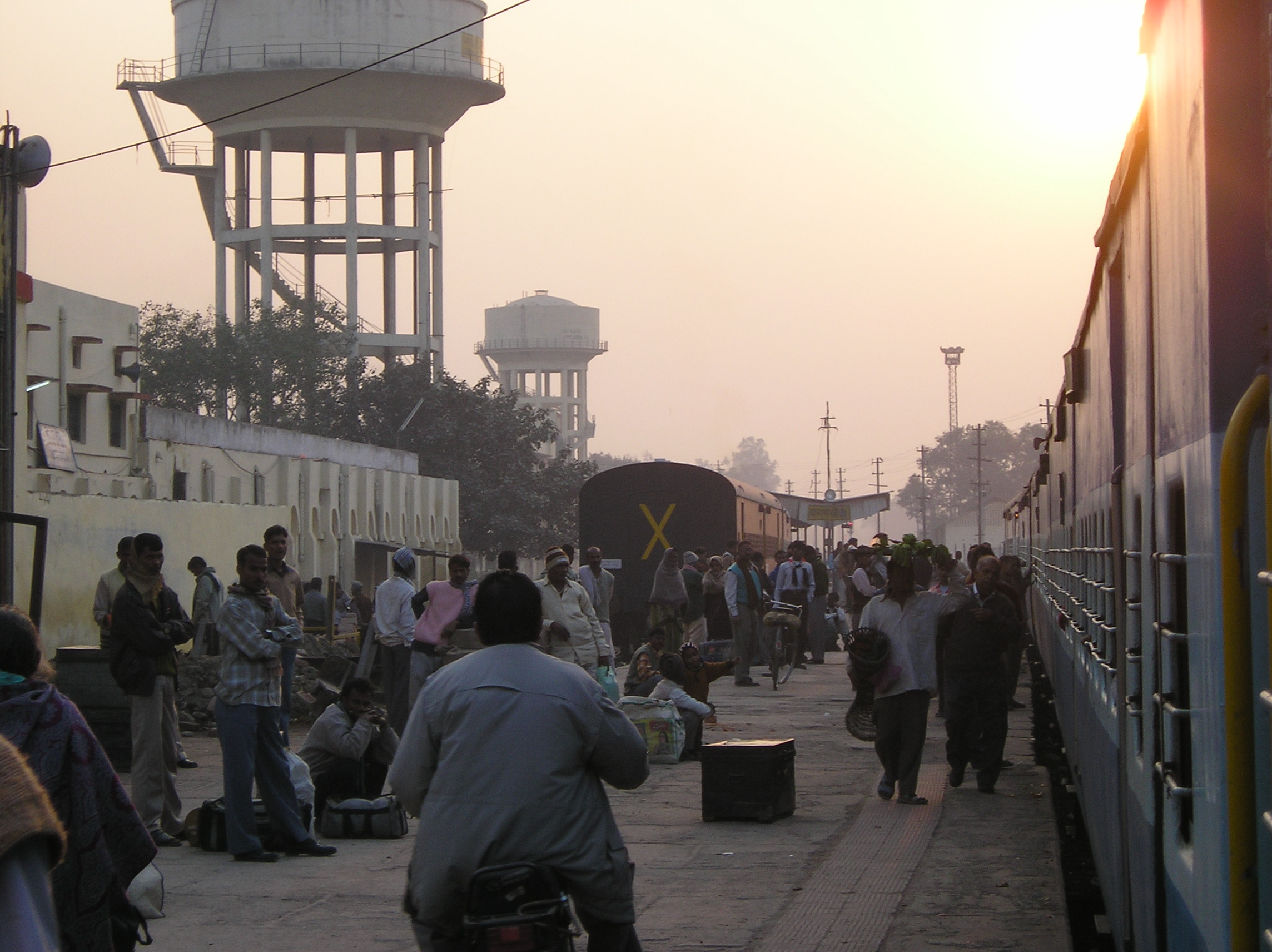
Train à quai en 2005.
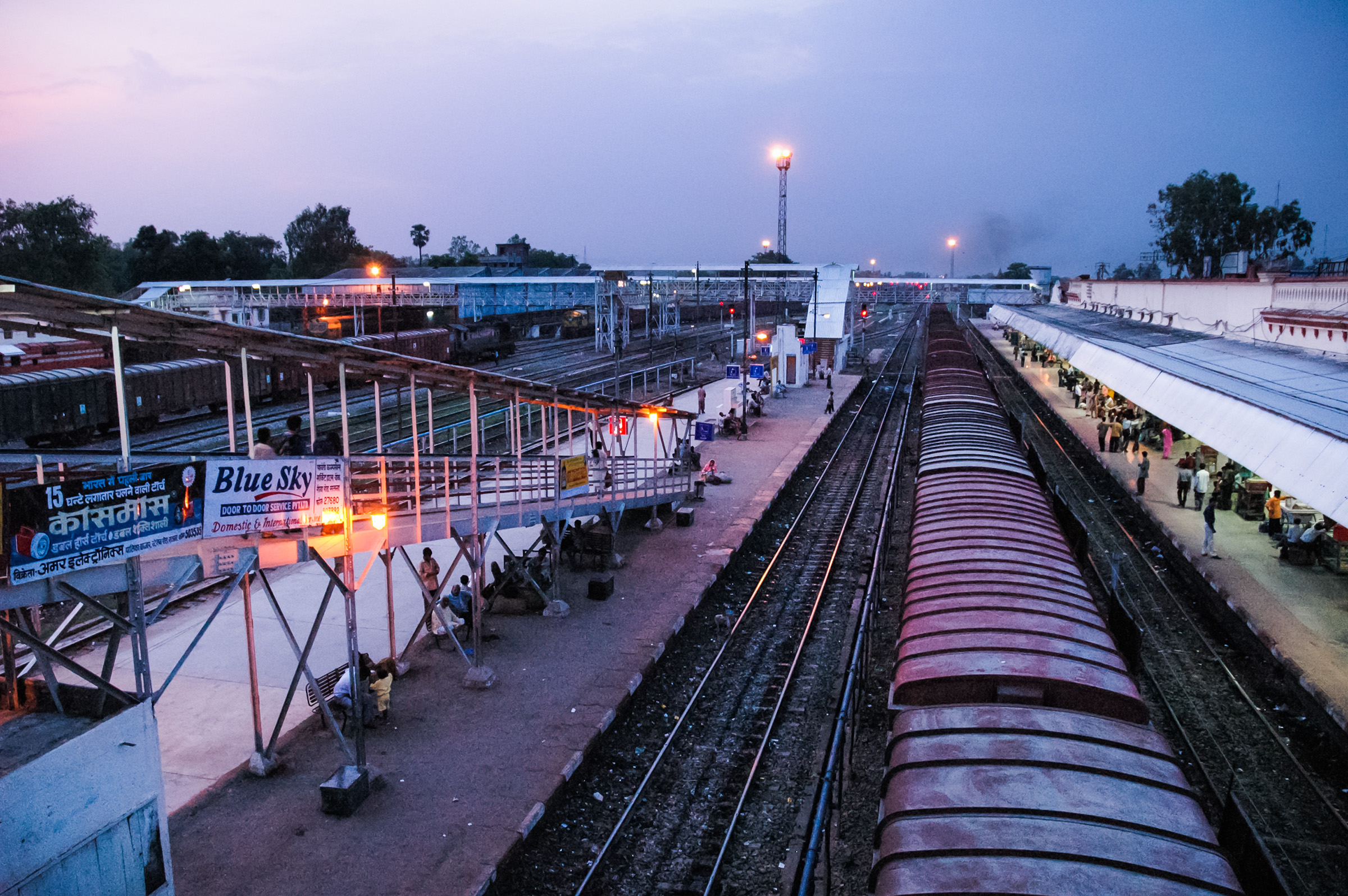
Les quais.